# Festival de Arte Digital

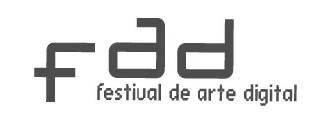
LogoMarca FAD

O Festival de Arte Digital (FAD)] é um  encontro de novas tendências das artes visuais através das tecnologias e mídias digitais. O Festival ocorre desde 2007, com edições previstas anualmente em sua maioria para o mês de setembro. Durante 45 dias, mais de 10.000 pessoas podem tem acesso ao que há de mais atual em instalações audiovisuais imersivas, shows e performances audiovisuais de arte digital e eletrônica, além da oportunidade de obter informação através de workshop, oficinas e simpósio. 
O Festival de Arte Digital sobretudo é um projeto sobre a exploração inventiva de novas tecnologias no campo da arte e da comunicação privilegiando a produção criativa por meio de hardwares, interfaces, softwares e linguagem programacional. A formação de jovens criadores e de público é outro objetivo do FAD, com o trabalho de mediação entre arte e tecnologia por meio do educativo nas exposições, nas oficinas e no simpósio. Todas as atividades são ministradas por artistas, acadêmicos e profissionais envolvidos em diversos campos do conhecimento. As atrações do projeto contam com artistas brasileiros e estrangeiros.

## Histórico
O Festival de Arte Digital (FAD) realizou sua 1ª edição em 2007. Suas edições anuais ocorreram consequentemente em 2008, 2009, 2010, 2011 e 2012. Todas as edições realizadas até 2012, ocorreram na cidade de Belo Horizonte. O projeto é realizado por meio de mecanismos de renúncia fiscal e por meio de parcerias institucionais com organizações no Brasil e no exterior. Em 2017 o festival promove e desenvolve a 1ª Bienal de Arte Digital que ocorre nas cidades do Rio de Janeiro (RJ) e Belo Horizonte (MG), Brasil.

#### Idealizadores
"O FAD surge por iniciativa de dois artistas, Henrique Rosco* e e Tadeus Mucelli, produtores de conteúdo audiovisual com o objetivo de constituir uma agenda de encontros de artistas do audiovisual e de arte digital. Em grande maioria, os envolvidos nesse processo atuam com o segmento de novas mídias desde o fim da década de 1990. Em suma, trata-se de DJs, VJs, engenheiros eletrônicos, cientistas da computação, designers, entre outros profissionais e artistas de outras áreas. O foco inicial do FAD foram as performances audiovisuais e, quando oportuno, o desenvolvimento de trabalhos imersivos em ambientes programáveis. Com o passar dos anos houve um adensamento de atividades e proposições do festival. Apareceu, principalmente, a galeria com exposição de longa duração (com períodos superiores a um mês). O posicionamento do FAD transmuta conceitos das artes plásticas e visuais para a arte digital. Um universo de diálogos se torna possível diante da proposta de “expor” uma arte tecnológica ao mesmo tempo em que ocorre uma complexificação da atuação do próprio festival como um agente promotor de arte e cultura no Brasil."(Gobira & Mucelli, 2017)
*Henrique Roscoe participou até 2017 do projeto.

## Atividades
O FAD recebe inscrições de trabalhos que contemplem áreas artísticas e científicas, desde que atuem dentro do segmento de novas mídias e tenham como resultado  arte e cultura em transversalidade com outros campos e ciências. O festival também realiza seleção de participantes através de curadoria direta através de seus diretores e curadores.
As áreas atendidas e contempladas no festival são;
- FAD Performances: apresentações, shows, performances e concertos audiovisuais.
- FAD Galeria: exposição de arte com instalações  artísticas e conceituais com base tecnológica.
- FAD IPI (Intervenções Públicas Interativas): exibições, performances, ocupações, "site-specific".
- FAD Laboratório: oficinas e workshops.
- FAD Simpósio: palestras, painéis e ensaios.

## Acervo digital
O festival reúne desde sua primeira edição (2007), registros audiovisuais, imagens fotográficas, mantendo inclusive seus websites disponíveis para acesso. A produção de catálogos (2007, 2009, 2010, 2011 e 2012) contribui pra formação do acervo e acesso a informações das edições realizadas (Gasparetto, 2014). Dentre os vídeos e fotografias disponíveis no site oficial, bem como em canais como Youtube e Vimeo, também foram produzidos 6 DVDs relacionados às edições de 2007, 2008, 2009, 2010, 2011 e 2012.
Atualmente o festival está implementando, através de plataforma open source, a visualização do seu acervo digital, composto de um banco de dados com mais de 1.400   obras de arte tecnológica, entre brasileiros e estrangeiros, resultado dos 10 últimos anos de atuação. O projeto foi desenvolvido a partir de pesquisas no campo das artes digitais, memória, preservação e conservação, por meio da Universidade do Estado de Minas Gerais e Fundação Municipal de Cultura de Belo Horizonte. 

## Ver Também
- Seminário de Artes Digitais (SAD)
- Bienal de Arte Digital

## Livros
- Catálogo: FAD - Festival de Arte Digital - 2007, 2009, 2010. Editora: Instituto Cidades Criativas. ISBN 978-85-61659-19-6
- Catálogo: FAD - Festival de Arte Digital - Retrospectiva, 2012. Editora: FAD ISBN 978-85-63921-01-7